# Плохой, Василий Павлович
Василий Павлович Плохой (1919—1988) — командир партизанского отряда 7-й Ленинградской партизанской бригады.

## Биография
Родился 20 марта 1919 года в селе Верхний Бишкин Первомайского района Харьковской области. Работал столяром в Харькове.
Был призван в Красную Армию в 1939 году. Служил мотористом в одном из авиационных полков. Участвовал в Великой Отечественной войне с июня 1941 года. Принимал участие в оборонительных боях в Белоруссии. Окончил курсы подрывников. В сентябре 1941 года был направлен в тыл врага. С лета 1942 года — командир партизанского отряда. Успешно руководил действиями партизан при взрыве мостов, железнодорожных эшелонов, в боях с вражескими гарнизонами. Особенно отличился в ходе операций «Рельсовая война», «Концерт». Отряд Плохого разгромил 4 крупных вражеских гарнизона, уничтожил несколько десятков километров телефонно-телеграфной связи.
2 апреля 1944 года за образцовое выполнение боевых заданий в тылу врага и особые заслуги в развитии партизанского движения Плохому Василию Павловичу присвоено звание Героя Советского Союза с вручением ордена Ленина и медали «Золотая Звезда».
После войны окончил курсы младших лейтенантов. С 1945 года служил во внутренних войсках НКВД СССР, с 1954 по 1971 годы служил в Госавтоинспекции ГУВД Леноблгорисполкомов. В отставку ушел в звании майора милиции. Жил в Ленинграде. Умер 27 сентября 1988 года.
Награждён орденами Ленина, Красного Знамени, Отечественной войны 1-й степени, медалями.